# Hypercompe euripides
Hypercompe euripides är en fjärilsart som beskrevs av Dyar 1912. Hypercompe euripides ingår i släktet Hypercompe och familjen björnspinnare. Inga underarter finns listade i Catalogue of Life.